# Stortjärnen (Lycksele socken, Lappland, 715355-162320)
Stortjärnen är en sjö i Lycksele kommun i Lappland och ingår i Öreälvens huvudavrinningsområde. Sjön har en area på 0,104 kvadratkilometer och ligger 375 meter över havet.

## Delavrinningsområde
Stortjärnen ingår i det delavrinningsområde (715718-162107) som SMHI kallar för Ovan VDRID = Lillån i Granåns vattendragsyta. Medelhöjden är 364 meter över havet och ytan är 19,47 kvadratkilometer. Räknas de 24 avrinningsområdena uppströms in blir den ackumulerade arean 510,03 kvadratkilometer. Granån (Norrån) som avvattnar avrinningsområdet har biflödesordning 2, vilket innebär att vattnet flödar genom totalt 2 vattendrag innan det når havet efter 175 kilometer. Avrinningsområdet består mestadels av skog (72 procent) och sankmarker (18 procent). Avrinningsområdet har 0,15 kvadratkilometer vattenytor vilket ger det en sjöprocent på 0,8 procent.